# Håkan Eliasson
L. Håkan Eliasson (13 de julho de 1952) é um matemático sueco.
Foi palestrante convidado do Congresso Internacional de Matemáticos em Berlim (1998).
Recebeu o Prêmio Wallenberg de 1990, o Prêmio Salem de 1995, o Prêmio Eva e Lars Gårding de 2007 e o Prêmio Sophie Germain de 2008.

## Publicações selecionadas
- «Perturbations of stable invariant tori for Hamiltonian systems» (PDF). Annali della Scuola Normale Superiore di Pisa-Classe di Scienze. 15 (1): 115–147. 1988
- «Normal forms for Hamiltonian systems with Poisson commuting integrals—elliptic case». Commentarii Mathematici Helvetici. 65 (1): 4–35. 1990. doi:10.1007/bf02566590
- «Floquet solutions for the 1-dimensional quasi-periodic Schrödinger equation». Communications in mathematical physics. 146 (3): 447–482. 1992. doi:10.1007/bf02097013
- «Discrete one-dimensional quasi-periodic Schrödinger operators with pure point spectrum». Acta Mathematica. 179: 153–196. 1997. doi:10.1007/bf02392742
- com Sergei Kuksin: «KAM for the nonlinear Schrödinger equation». Annals of Mathematics. 172: 371–435. 2010. doi:10.4007/annals.2010.172.371